# Cartes postales de Leningrad
Cartes postales de Leningrad (Postales de Leningrado) est un film vénézuélien réalisé par Mariana Rondón (es) en 2007.
Le film a été proposé par le Venezuela pour la 80e cérémonie des Oscars (2008), mais n'a pas été nommé.

## Fiche technique
- Titre original : Postales de Leningrado
- Titre français : Cartes postales de Leningrad
- Réalisation et scénario : Mariana Rondón (es)
- Musique : Felipe Perez Santiago, Camilo Froideval
- Durée : 90 minutes
- Langue : espagnol
- Date de sortie : 11 mars 2009 en  France
- Pays : Venezuela

## Distribution
- Laureano Olivares : Teo
- Greisy Mena : Marcela
- William Cifuentes : Teo enfant
- Haydee Faverola : la grand-mère
- María Fernanda Ferro : Marta
- Beto Benites : Cadenas
- Richard Navarro : Raul
- Ignacio Marquez : oncle Miguel
- Oswaldo Hidalgo : le grand-père
- Claudia Usubillaga : la fillette
- Valeria Márquez : le bébé
- Camila Tikas : la fille adulte (voix)